# Bichvinta
Bichvinta (abcaz e russo: Пицунда, geórgio: ბიჭვინთა - Bichvinta) ou Pitsunda é uma cidade-resort na Abecásia. Fica na costa do Mar Negro, 25 km a sul de Gagra.
A cidade foi fundada pelos gregos no século V a.C. como uma colónia comercial, chamada Pítipo, Pítio ou Pitiunte (Πιτυος). Escavações guiadas por Andria Apakidze desenterraram os restos de três igrejas do século IV e umas termas com magnificos mosaicos. O antigo porto da "Grande Pítio" é actualmente um mero lago dentro da cidade. São João Crisóstomo foi aqui exilado e morreu perto da costa em 407. No século VI a cidade foi um dos maiores centros políticos e religiosos do Reino de Egrissi. Um arcebispo de Pítio foi estabelecido aqui em 541. Na Geórgia medieval, o nome da cidade era soletrado Bichvinta. Em fins do século X o rei Pancrácio III da Geórgia construiu aqui a magnifica Catedral de Pitsunda que sobrevive até agora e contém vestígios de pinturas nas suas paredes datando dos séculos XIII e XVI. Bichvinta serviu também como sede do Catolicado da Abecásia até fins do século XVI, quando a Abecásia sofreu a hegemonia do Império Otomano. Ainda é uma sé titular da Igreja Católica.